# Rançongiciel MoneyPak du FBI
 (août 2025).
Le contenu est difficilement compréhensible vu les erreurs de traduction, qui sont peut-être dues à l'utilisation d'un logiciel de traduction automatique.
 (août 2025).
Le rançongiciel « FBI MoneyPak », également connu sous le nom de « Reveton Ransomware », est un rançongiciel qui se fait passer pour une agence de police nationale (comme le Federal Bureau of Investigation américain) et qui prétend avoir verrouillé l'ordinateur ou le smartphone en raison d'« activités illégales ». Il exige ensuite le paiement d'une rançon par carte bancaire GreenDot MoneyPak afin de récupérer l'appareil,.

## Fonctionnement
Le rançongiciel du FBI démarre souvent par un téléchargement accidentel ou par la visite d'un site web corrompu et l'exécution d'une application avec un code JavaScript modifié. Le virus démarre par un écran de démarrage contenant le logo officiel du FBI et un avertissement indiquant que l'ordinateur a été verrouillé.. Selon la version, la raison invoquée est principalement une prétendue violation des droits d'auteur et/ou de la pédopornographie. Parfois, d'autres crimes, tels que le terrorisme et les jeux d'argent, sont inclus. Il affichera également l'adresse IP supposée et parfois une image fixe de la webcam de l'utilisateur. Le virus exige ensuite entre 100 et 1 000 dollars, payés par carte prépayée MoneyPak, pour libérer le matériel infecté. Si le paiement n'est pas effectué, il prétend qu'une enquête criminelle sera ouverte sur le propriétaire. Le virus crée une boucle iframe qui empêche l'utilisateur de quitter le navigateur ou le site Web. Le virus sera installé sur l'appareil infecté, il doit donc toujours être supprimé de l'appareil.

## Réaction
En 2012, le FBI a publié un avis concernant le virus FBI MoneyPak, invitant les utilisateurs à ne pas payer la rançon, car elle ne provenait pas du FBI officiel et confirmant que ce n'était pas le véritable FBI qui avait verrouillé les ordinateurs. Ils ont également indiqué que les utilisateurs devaient s'adresser à des entreprises de sécurité informatique agréées pour supprimer le rançongiciel ou informer l'IC3 – Internet Crime Complaint Center. En 2018, le FBI a annoncé qu'en collaboration avec la National Crime Agency (NCA) du Royaume-Uni, il avait arrêté plusieurs personnes diffusant le logiciel malveillant aux États-Unis et que la NCA avait arrêté le créateur du virus au Royaume-Uni.
Certaines personnes ont été trompées en pensant que le virus était un avertissement légitime du FBI. Un homme s'est plaint du blocage de son téléphone par le FBI pour pornographie infantile, attribué au virus ; Cependant, il avait admis détenir de la pornographie juvénile et avait été arrêté par la police.